# Haziga von Dießen

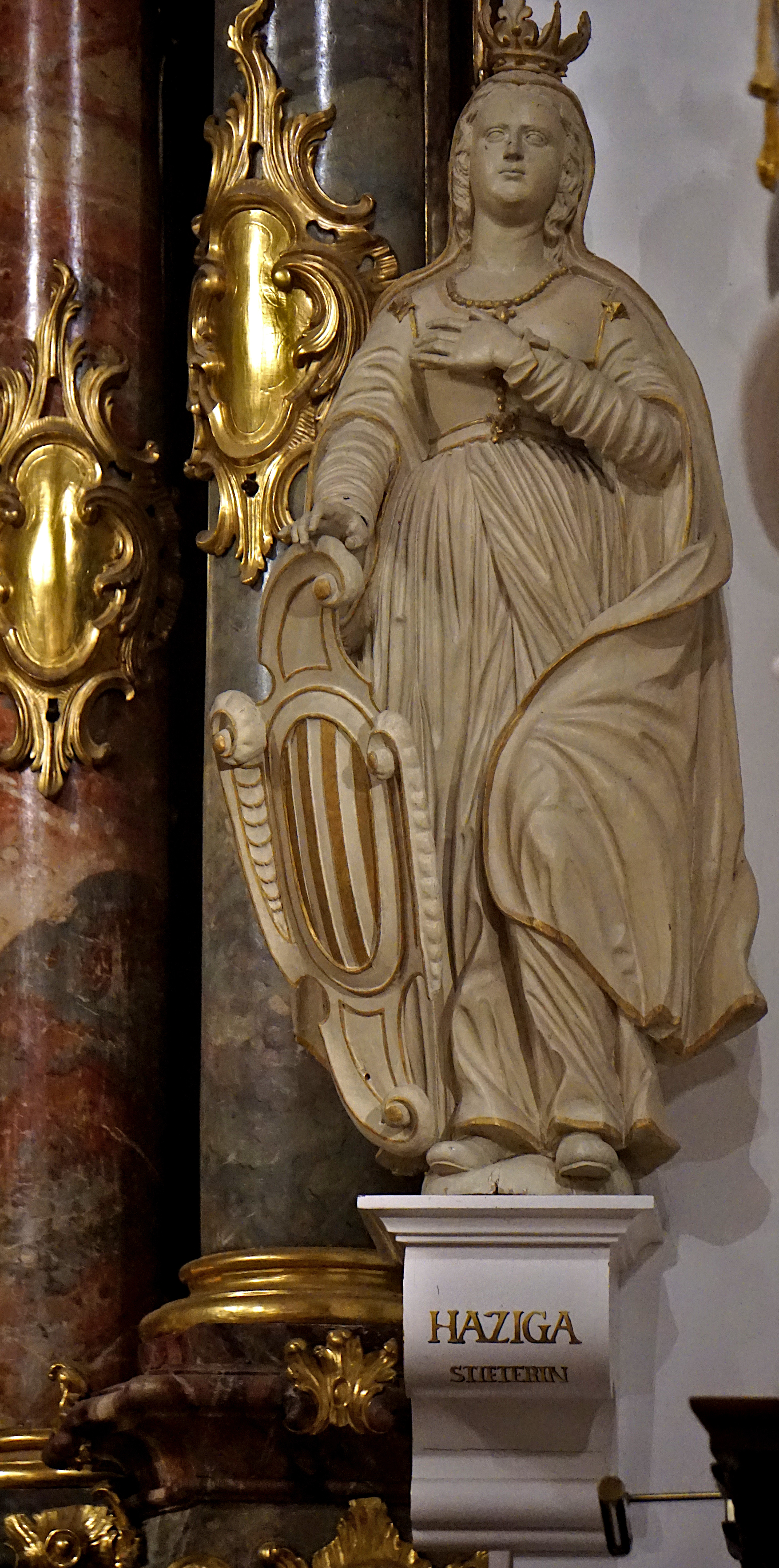
Statue im Chorraum der Abteikirche in Scheyern

Haziga (* um 1040; † 1. August 1104) ist die erste bekannte Stammmutter der Wittelsbacher und Stifterin des Klosters Bayrischzell.

## Leben

### Herkunft
Die Abstammung der Haziga ist nicht eindeutig geklärt:
- Sie wird oft als Tochter des Grafen Friedrich II. von Dießen, Domvogt von Regensburg, angenommen.
- Möglich ist auch die Herkunft aus dem Hause der sogenannten Grafen von Kühbach, die mit ihr vermeintlich ausstarben.
- Im 13. Jahrhundert verfassten Chronicon Schirense wird ihr Geburtsort mit der Burg Scheyern und damit als Gräfin von Scheyern angegeben.
- In anderen Quellen wird sie als königliche aragonische Prinzessin vermutet.
- Ebenso wird sie als Tochter des Gebhard II., Graf von Sulzbach, vermutet.[2]
- Gottfried Mayr schlägt Pabo und Hazacha, Witwe eines Piligrim, als Eltern der Haziga vor.[3] Hazacha ist eine Tochter Graf Altmanns I. von Freising.[4]

### Weitere Namen
Je nach Quelle wird sie auch Hazecha, Hadagunde, Hazga oder Hadäg genannt.

### Ehen
Sie war in erster Ehe mit Graf Hermann I. von Kastl († 27. Januar 1056) verheiratet. In zweiter Ehe heiratete sie Graf Otto I. von Scheyern, von dem vermutet wird, dass er in erster Ehe auch schon einmal verheiratet war.

### Stiftertum und Wirken
Hazigas erster Ehemann Hermann I. von Kastl begann die Gegend um Bayrischzell zu erschließen und bewohnbar zu machen. Nach dem Tod ihres zweiten Ehemanns Otto I. von Scheyern gründete Haziga in Bayrischzell ein Benediktinerkloster, das anfangs nur aus einer Einsiedelei mit zwei gottesfürchtigen Edelleuten bestand. 1077 konnte aber bereits durch Ellenhard, den Bischof von Pola, eine Kirche zu Ehren der heiligen Margaretha geweiht werden. Durch die ungünstige geographische Lage des Klosters erfolgte um 1085 durch Gebietstausch mit dem Bischof von Freising eine Verlegung des Klosters nach Fischbachau. Dort baute sie erst die Marienkirche (Weihe 1087), um später zu Ehren des heiligen Martins eine neue Kirche mit Klostergebäuden zu errichten. Sie berief dazu aus dem Sankt Petersstift Hirsau 12 Priester und 12 Laienbrüder. 1101 wurde das Kloster dem Hl. Stuhl in Rom unterstellt. Die Mönchsgemeinschaft sollte noch zweimal umgesiedelt werden: zunächst auf den Petersberg bei Eisenhofen an der Glonn, schließlich nach Scheyern. Abt Konrad von Scheyern (1206–1225) hielt diese Ereignisse in seiner Klosterchronik fest.
Haziga wurde in Fischbachau begraben und ihre Gebeine später nach Scheyern umgebettet.

## Nachkommen
Haziga hatte mit Hermann I. von Kastl wohl zwei Söhne und eine Tochter:
- Hermann II., Markgraf von Banz († nach 1071)
- Friedrich I., Graf von Kastl und Habsberg, Hauptstifter des Klosters Kastl († 10. November 1103)[7]
- Mathilde, heiratete Rapoto III. Graf im oberen Traungau († 15. Oktober 1080)

Es gibt aber auch Quellen, die von einer Kinderlosigkeit der ersten Ehe berichten. Ebenso wird über eine zweite Ehe mit einem Werner spekuliert, dieser aber mit Otto I. von Scheyern gleichgesetzt.
Die Kinder aus zweiter Ehe mit Otto I. von Scheyern lassen sich nach dem Erbgang und der Namensgebung erschließen:
- Ekkehard I. von Scheyern
- Bernhard I. von Scheyern
- Otto II. von Scheyern
- Arnulf III. von Scheyern